# ストレートスープ
ストレートスープは、濃縮されておらず、希釈せずに用いることができるスープである。
缶詰やレトルト食品のスープ、ラーメンの冷凍スープ等におけるスープの種別として、濃縮スープと対比して用いられる。濃縮スープが原液を水や牛乳等で指定された割合に希釈して用いるのに対して、ストレートスープは希釈せずにそのまま使用することができる。
ストレートスープは、業務用にも小売用にも販売されている。